# Prompsat
Prompsat est une commune française, située dans le département du Puy-de-Dôme en région Auvergne-Rhône-Alpes. Elle fait partie de l'aire d'attraction de Clermont-Ferrand.

## Géographie

### Localisation
Prompsat est située au nord du département du Puy-de-Dôme.
Six communes sont limitrophes :
|           | Teilhède     | Beauregard-Vendon |
| Loubeyrat | Prompsat     | Gimeaux           |
|           | Châtel-Guyon | Yssac-la-Tourette |

### Transports
Le territoire communal est traversé par les routes départementales 17 (Teilhède – Gimeaux) et 411 (vers Châtel-Guyon).

### Climat
Pour des articles plus généraux, voir Climat d'Auvergne-Rhône-Alpes et Climat du Puy-de-Dôme.
En 2010, le climat de la commune est de type climat océanique dégradé des plaines du Centre et du Nord, selon une étude du Centre national de la recherche scientifique s'appuyant sur une série de données couvrant la période 1971-2000. En 2020, Météo-France publie une typologie des climats de la France métropolitaine dans laquelle la commune est exposée à un climat de montagne ou de marges de montagne et est dans la région climatique  Nord-est du Massif Central, caractérisée par une pluviométrie annuelle de 800 à 1 200 mm, bien répartie dans l’année. 
Pour la période 1971-2000, la température annuelle moyenne est de 10,8 °C, avec une amplitude thermique annuelle de 16,2 °C. Le cumul annuel moyen de précipitations est de 772 mm, avec 10,1 jours de précipitations en janvier et 7 jours en juillet. Pour la période 1991-2020, la température moyenne annuelle observée sur la station météorologique de Météo-France la plus proche, « Sayat_sapc », sur la commune de Sayat à 14 km à vol d'oiseau, est de 11,2 °C et le cumul annuel moyen de précipitations est de 776,1 mm,. Pour l'avenir, les paramètres climatiques de la commune estimés pour 2050 selon différents scénarios d'émission de gaz à effet de serre sont consultables sur un site dédié publié par Météo-France en novembre 2022.

## Urbanisme

### Typologie
Au 1er janvier 2024, Prompsat est catégorisée bourg rural, selon la nouvelle grille communale de densité à sept niveaux définie par l'Insee en 2022.
Elle est située hors unité urbaine. Par ailleurs la commune fait partie de l'aire d'attraction de Clermont-Ferrand, dont elle est une commune de la couronne,. Cette aire, qui regroupe 209 communes, est catégorisée dans les aires de 200 000 à moins de 700 000 habitants,.

### Occupation des sols
L'occupation des sols de la commune, telle qu'elle ressort de la base de données européenne d’occupation biophysique des sols Corine Land Cover (CLC), est marquée par l'importance des territoires agricoles (60,1 % en 2018), une proportion identique à celle de 1990 (60,1 %). La répartition détaillée en 2018 est la suivante : forêts (33,8 %), terres arables (33,4 %), zones agricoles hétérogènes (24,4 %), zones urbanisées (6,2 %), prairies (2,2 %). L'évolution de l’occupation des sols de la commune et de ses infrastructures peut être observée sur les différentes représentations cartographiques du territoire : la carte de Cassini (XVIIIe siècle), la carte d'état-major (1820-1866) et les cartes ou photos aériennes de l'IGN pour la période actuelle (1950 à aujourd'hui).

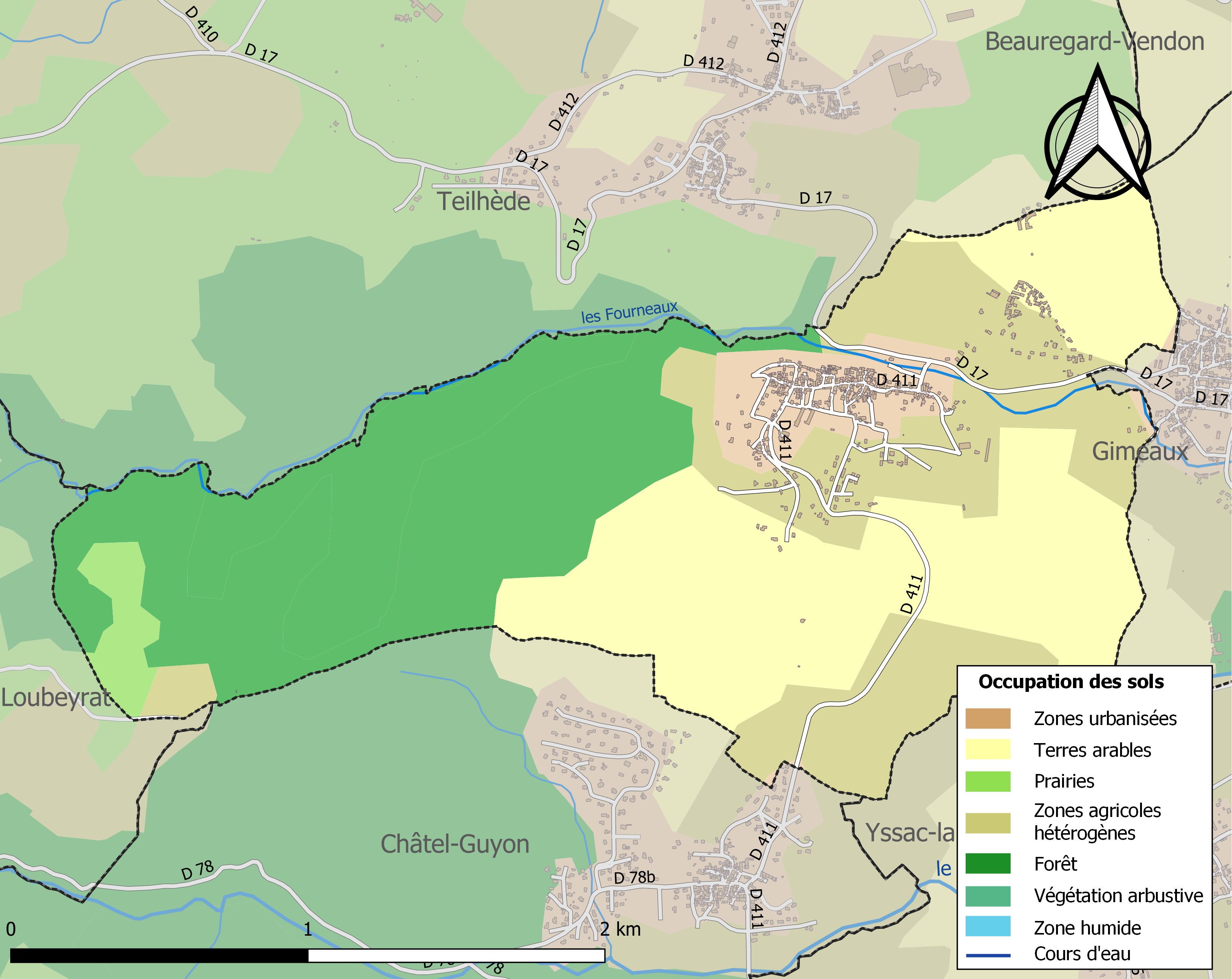
Carte des infrastructures et de l'occupation des sols de la commune en 2018 (CLC).

## Toponymie
Le nom latin du village était Prompsiacum ou Prohensiacum. Progressivement la forme s'est francisée en Prohensac, Prohensat (en 1457), qui ont donné « Prompsat » aujourd'hui.

## Histoire
Avant la Révolution, la nomination du curé de l'église Saint-Martin de Prompsat était du ressort du chapitre Saint-Amable de Riom, tandis que le prieuré dépendait de celui d'Ébreuil.

## Politique et administration

### Découpage territorial
La commune de Prompsat est membre de la communauté de communes Combrailles Sioule et Morge, un établissement public de coopération intercommunale (EPCI) à fiscalité propre créé le 1er janvier 2017 dont le siège est à Manzat. Ce dernier est par ailleurs membre d'autres groupements intercommunaux. Jusqu'en 2016, elle était membre de la communauté de communes des Côtes de Combrailles.
Sur le plan administratif, elle est rattachée à l'arrondissement de Riom, à la circonscription administrative de l'État du Puy-de-Dôme et à la région Auvergne-Rhône-Alpes. Jusqu'en mars 2015, elle faisait partie du canton de Combronde.
Sur le plan électoral, elle dépend du canton de Saint-Georges-de-Mons pour l'élection des conseillers départementaux, depuis le redécoupage cantonal de 2014 entré en vigueur en 2015, et de la deuxième circonscription du Puy-de-Dôme pour les élections législatives, depuis le dernier découpage électoral de 2010 (sixième circonscription avant 2010).

### Élections municipales et communautaires

#### Élections de 2020
Le conseil municipal de Prompsat, commune de moins de 1 000 habitants, est élu au scrutin majoritaire plurinominal à deux tours avec candidatures isolées ou groupées et possibilité de panachage. Compte tenu de la population communale, le nombre de sièges à pourvoir lors des élections municipales de 2020 est de 11. Sur les vingt-deux candidats en lice, onze ont été élus dès le premier tour, le 15 mars 2020, avec un taux de participation de 71,93 %.

#### Chronologie des maires
| Période                                  | Période                         | Identité             | Étiquette      | Qualité                          |
| ---------------------------------------- | ------------------------------- | -------------------- | -------------- | -------------------------------- |
| Les données manquantes sont à compléter. |                                 |                      |                |                                  |
| mars 2008                                | mai 2020                        | Jean-François Second | PS             |                                  |
| mai 2020                                 | En cours (au 22 septembre 2021) | Roland Martin        | Sans étiquette | Retraité de la fonction publique |

## Population et société

### Démographie
L'évolution du nombre d'habitants est connue à travers les recensements de la population effectués dans la commune depuis 1793. Pour les communes de moins de 10 000 habitants, une enquête de recensement portant sur toute la population est réalisée tous les cinq ans, les populations de référence des années intermédiaires étant quant à elles estimées par interpolation ou extrapolation. Pour la commune, le premier recensement exhaustif entrant dans le cadre du nouveau dispositif a été réalisé en 2004.

En 2022, la commune comptait 476 habitants, en évolution de +14,15 % par rapport à 2016 (Puy-de-Dôme : +2,1 %, France hors Mayotte : +2,11 %).
| 1793 | 1800 | 1806 | 1821 | 1831 | 1836 | 1841 | 1846 | 1851 |
| ---- | ---- | ---- | ---- | ---- | ---- | ---- | ---- | ---- |
| 604  | 633  | 658  | 744  | 656  | 685  | 715  | 716  | 671  |

| 1856 | 1861 | 1866 | 1872 | 1876 | 1881 | 1886 | 1891 | 1896 |
| ---- | ---- | ---- | ---- | ---- | ---- | ---- | ---- | ---- |
| 653  | 652  | 607  | 601  | 568  | 539  | 552  | 549  | 529  |

| 1901 | 1906 | 1911 | 1921 | 1926 | 1931 | 1936 | 1946 | 1954 |
| ---- | ---- | ---- | ---- | ---- | ---- | ---- | ---- | ---- |
| 547  | 513  | 511  | 419  | 408  | 342  | 319  | 265  | 286  |

| 1962 | 1968 | 1975 | 1982 | 1990 | 1999 | 2004 | 2006 | 2009 |
| ---- | ---- | ---- | ---- | ---- | ---- | ---- | ---- | ---- |
| 288  | 278  | 317  | 330  | 338  | 372  | 390  | 391  | 428  |

| 2014 | 2019 | 2022 | - | - | - | - | - | - |
| ---- | ---- | ---- | - | - | - | - | - | - |
| 426  | 453  | 476  | - | - | - | - | - | - |

### Enseignement
Prompsat dépend de l'académie de Clermont-Ferrand. Elle gère une école maternelle publique.
Les collégiens se rendent à Châtel-Guyon et les lycéens à Riom.

## Culture locale et patrimoine

### Lieux et monuments
- Église Saint-Martin de Prompsat : chapelle Notre-Dame-du-Rosaire et peintures murales médiévales restaurées par Yves Morvan en 1986.
- Pierre à dîme[33].

### Personnalités liées à la commune

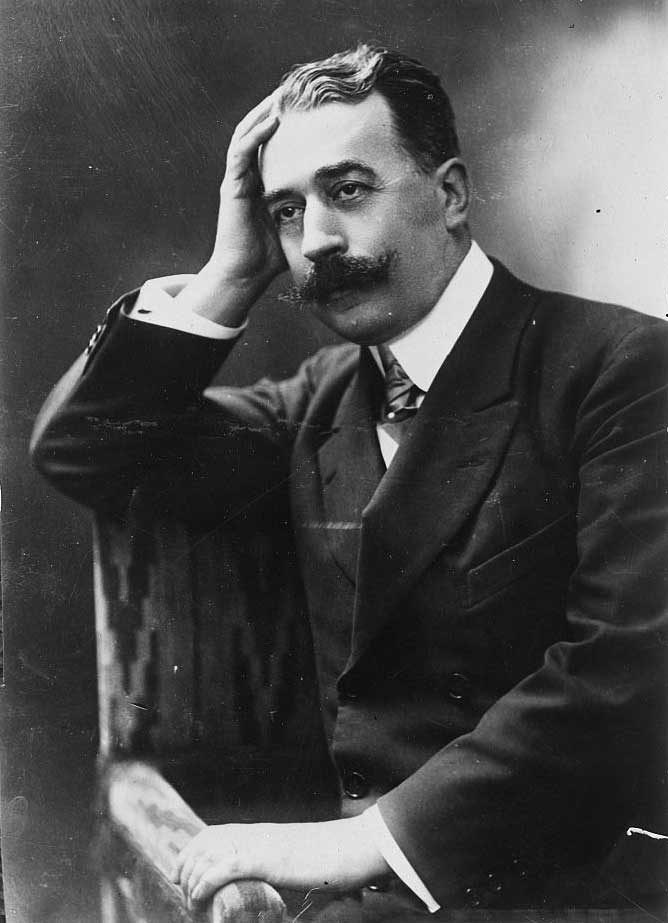
Étienne Clémentel.

- Étienne Clémentel, ancien ministre, député, sénateur, maire de Riom, qui vécut et mourut en 1936 à Prompsat.